# Slingsby Hengist
Slingsby Hengist byl britský transportní kluzák vzniklý u společnosti Slingsby Sailplanes Ltd. Podobně jako další britské vojenské kluzáky druhé světové války nesl jméno válečníka začínající od „H“, v tomto případě mytického jutského nájezdníka Hengista.

## Vznik a vývoj
K použití útočných kluzáků byly ozbrojené síly Spojeného království přivedeny úspěšným nasazením tohoto prostředku nacistickým Německem, které v květnu 1940 použilo kluzáky typu DFS 230 k útoku na belgickou pevnost Eben-Emael. Výhodu kluzáků proti padákovému výsadku představovala okamžitá koncentrace vysazených sil, namísto jejich rozptýlení.
Slingsby T.18 Hengist zkonstruoval John „Jack“ Frost. Jednalo se o patnáctimístný kluzák navržený podle požadavků zadaných Air Ministry ve Specification X.25/40 (vydaných na základě operačního požadavku O.R.98), vydaných v únoru 1941 a formulovaných pro případ, že by se nenašel dostatečně výkonný vlečný letoun pro větší typ Airspeed Horsa. Koncem roku 1941 byly objednány čtyři prototypy, z nichž první, sériového čísla DG570, byl zalétán v lednu 1942 ve vleku za bombardérem Armstrong Whitworth Whitley.
Mezi únorem 1943 a březnem 1944 převzalo Royal Air Force (RAF) celkem 14 sériových kusů.
Celodřevěný typ se vyznačoval charakteristickým vzhledem s oblými liniemi profilu trupu a plochými boky. Jedním z osobitých Frostových konstrukčních prvků bylo použití nafukovacího gumového vaku na spodní části trupu v roli ližiny určené pro přistávání, po odhození kolového podvozku užívaného pro vzlety. Sériové exempláře měly zesílený podvozek, a výrobce je označoval jako Mk.III, ale toto označení nebylo RAF užíváno.

## Operační historie
Dva kluzáky Hengist Mk.I byly předány cvičné jednotce Glider Pilots' Exercise Unit, zatímco další byly použity u experimentálních jednotek anebo zůstaly ve skladech. Výroba typu byla skončena poté co v rámci programu Lend-Lease započaly dodávky amerického typu Waco Hadrian. Hengist tak zůstal záložním typem, který se nedočkal bojového nasazení, a v roce 1946 byl vyřazen ze služby.

## Specifikace (Hengist Mk.I)
Údaje dle

### Technické údaje
- Osádka: 2 (pilot a kopilot)[4]
- Kapacita: 15 plně vyzbrojených vojáků[4]
- Délka: 17,22 m (56 stop a 6 palců)
- Rozpětí křídel: 24,38 m (80 stop)
- Nosná plocha: 72,46 m² (780 čtverečních stop)
- Štíhlost křídla: 8,2
- Profil křídla: NACA 2415 (u kořene), NACA 4412 (špice)
- Prázdná hmotnost: 2 100 kg (4 630 liber)
- Vzletová hmotnost: 3 788 kg (8 351 liber)

### Výkony
- Pádová rychlost: 77 km/h (42 uzlů, 48 mph) v tahu
- Rychlost v tahu: 209 km/h (130 mph, 113 uzlů)
- Klouzavost: 14:1
- Zatížení křídel: 52,3 kg/m² (10,7 lb na čtvereční stopu)